# Olga Kazakova
Olga Mijaílovna Kazakova (en ruso: Ольга Михайловна Казакова; Usolie-Sibírskoye, 30 de mayo de 1968) es una política rusa, que fue Ministra de Cultura del krai de Stávropol, y desde 2012, diputada de la Duma Estatal, siendo Vicepresidente Primera de su Comisión de Cultura.

## Carrera

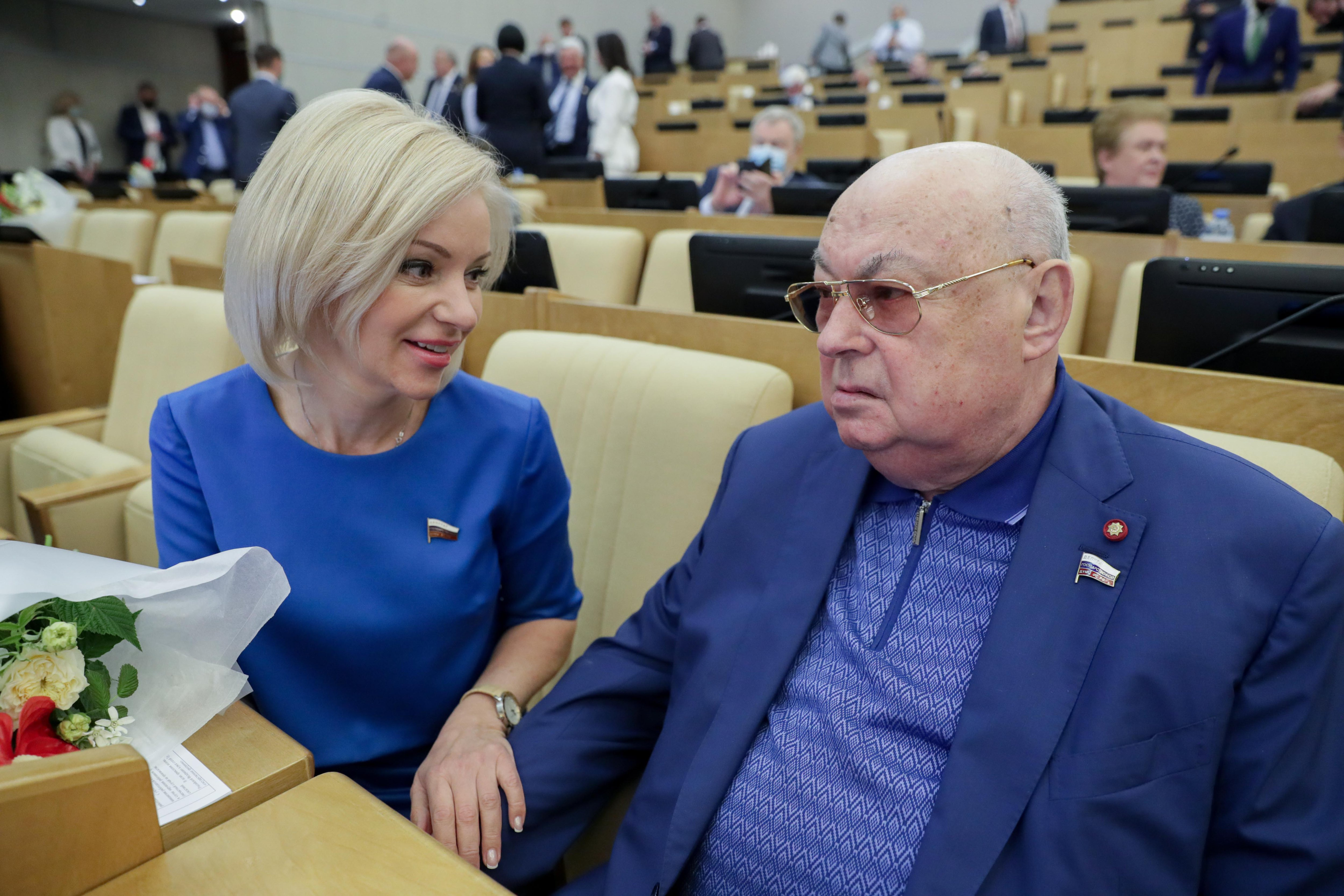
Olga Kazakova y Vladímir Resin en una sesión de la Duma Estatal en 2021.

Nacida en la familia de un oficial del Ejército Soviético, vivía con su familia en la ciudad de Lugansk, RSS de Ucrania. En 1990 se graduó de la Universidad de Lugansk con una licenciatura en lengua y literatura rusas. Fue miembro del Komsomol.
De 1984 a 1991, mientras trabajaba en el Komsomol, fue directora de su club de baile infantil y maestra de jardín de infancia. De 1992 a 1996, fue maestra de escuela primaria en Vorkutá y Nevinnomyssk.
De 2000 a 2003, fue asistente de un diputado del parlamento de la ciudad de Stávropol, y directora ejecutivo del Centro Deportivo Slavyansk. De 2003 a 2009, fue jefa del departamento de asuntos juveniles de la Administración de la ciudad de Stávropol. De 2009 a 2011, fue presidente del Comité de Asuntos de la Juventud del Gobierno del krai de Stávropol. De 2011 a 2012, fue Ministra de Cultura del Gobierno del krai de Stávropol.
El 22 de mayo de 2012, fue electa diputada de la Duma Estatal para su sexta convocatoria, de la facción de Rusia Unida del Frente Popular Panruso, en representación del Territorio de Stávropol, siendo miembro del Comité de la Duma Estatal sobre Familia, Mujeres y Niños.
En 2016, según las primarias de Rusia Unida, ocupó el 1.er lugar (78% de los votos) en la circunscripción uninominal. Fue reelegida diputada de la Duma Estatal para su séptima convocatoria, siendo elegida primer vicepresidente de la Comisión de Cultura.